# AeroHobby

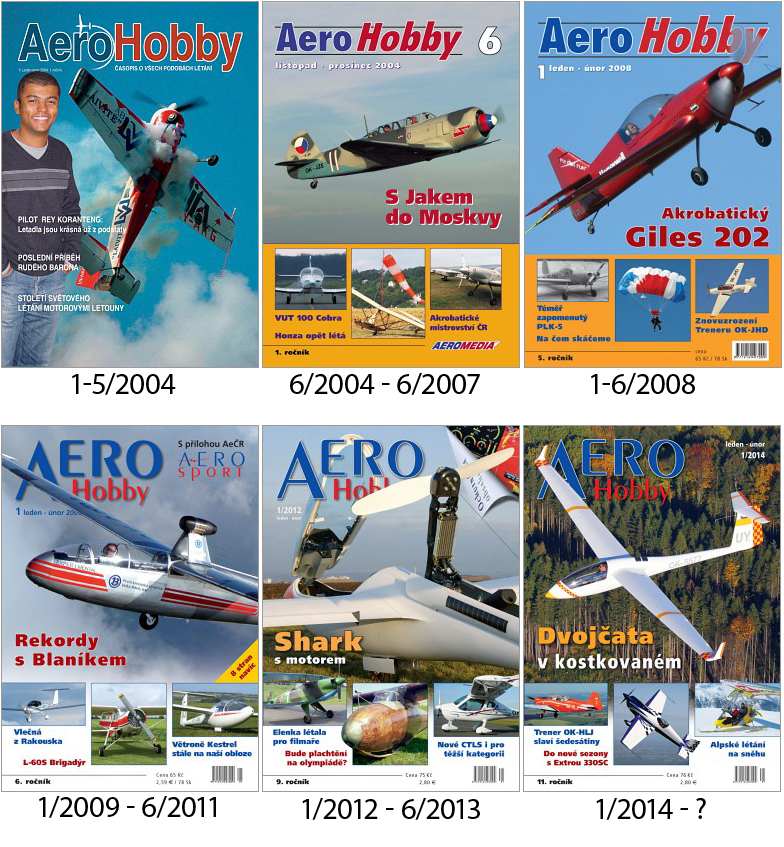
Vývoj titulních stran časopisu AeroHobby

AeroHobby je jediný český a slovenský dvouměsíčník o sportovním a rekreačním létání a volnočasových aktivitách, jež jsou s létáním spojeny. Vychází pravidelně od roku 2004.
První číslo Časopisu AeroHobby vyšlo 14. ledna 2004 ve vydavatelství Aeromedia, kde vychází dodnes. Jeho prvním šéfredaktorem byl krátce Petr Dvořák a od listopadu 2004 časopis vede Petr Kolmann, dlouholetý redaktor sesterského časopisu Letectví a kosmonautika.
K první významné změně obálky časopisu došlo od čísla 6/2004 s příchodem nového šéfredaktora. K další podstatné změně došlo až od čísla 1/2009.
Časopis byl oceněn Klubem leteckých novinářů a sám udělil několik ocenění, Vojtěch Bartoš dostal cenu za „Nejdelší let na historickém kluzáku“, mezi léty 2005 a 2007 se ve spolupráci s Aeroklubem ČR a Leteckou amatérskou asociací ČR uskutečnila anketa „Český aviatik“, při které čtenáři časopisu vybírali nejpopulárnějšího českého sportovního letce, v roce 2008 časopis AeroHobby udělil plachtaři Radkovi Krejčiříkovi cenu „Nejúspěšnější juniorský letecký sportovec“. Dne 1. 5. 2010 v Hronově se časopis stal prvním přidruženým členem Plachtařského Old Timer Klubu. Je rovněž mediálním partnerem řady významných leteckých akcí, například Aviatické pouti.